# Bacia Mineira Palentina
A Bacia Mineira Palentina es uma área carbonífera espanhola situada no declive meridional da cordilheira Cantábrica. Deve seu nome a sua situação, no norte da província de Palencia, na região da Montanha Palentina. Suas principais exportações são de carvão e antracite.
o descobrimento do carvão nesta zona foi em 1838 entre as localidades de Orbó e Barruelo, na parte oriental da bacia, foram as primeiras zonas a começar sua exportação. A mina de carvão mudou por completo a economia e a demografia da região, convertendo-se no seu principal meio econômico e facilitando a instalação de infraestruturas para seu transporte, como a ferrovia de La Robla e o ramal ferroviário Barruelo-Quintanilla de las Torres.